# 弗吉尼亚花园 (佛罗里达州)
弗吉尼亚花园（英語：Virginia Gardens），是美国佛罗里达州邁阿密-戴德縣下属的一座乡村。建立于1947年。面积约为0.8平方公里（约合0.3平方英里）。根据2010年美国人口普查，该市有人口2,375人。论人口在本州排行第270。